# Collegium Anatomicum w Poznaniu
Collegium Anatomicum w Poznaniu – budynek przy ul. Święcickiego 6 w Poznaniu, na Grunwaldzie, na Osiedlu Św. Łazarz, zajmowany obecnie przez Uniwersytet Medyczny im. Karola Marcinkowskiego.

## Charakterystyka i historia
Obiekt powstał w 1929 według projektu Edwarda Madurowicza i Rogera Sławskiego jako Pałac Sztuki – jeden z pawilonów wystawienniczych Powszechnej Wystawy Krajowej. Po zakończeniu wystawy gmach przejął Wydział Lekarski Uniwersytetu Poznańskiego. Znajdował się w niej Zakład Anatomii i Medycyny Sądowej. W dniach 2–4 grudnia 1935 miały tu miejsce rozruchy antyżydowskie (pobicia i wyrzucanie z sal wykładowych Żydów).
Podczas II wojny światowej Niemcy skremowali tu około 8000 ofiar zbrodni nazistowskich, między innymi więźniów Fortu VII.
W 1945, podczas bitwy o Poznań, budynek ucierpiał w 45%. Odbudowę ukończono w latach 50. XX wieku. Kolegium stało się wówczas bazą dla zakładów teoretycznych, a także dla Zakładu Chirurgii Operacyjnej i Doświadczalnej. Funkcjonował tu też bar mleczny. W połowie września 1980 dr Krystyna Boczoń zorganizowała w gmachu zebranie pracowników Akademii Medycznej, podczas którego przeprowadzone zostały pierwsze demokratyczne wybory pracowniczej organizacji związkowej (w sali wykładowej im. Stefana Różyckiego zgromadziło się ponad 300 pracowników). 10 października 1989 w budynku miał miejsce I Zjazd Delegatów Wielkopolskiej Izby Lekarskiej. W pierwszej dekadzie XXI wieku wyremontowano i zmodernizowano Salę Czarną.
W budynku mieści się Muzeum Katedry i Zakładu Medycyny Sądowej.

## Tablica pamiątkowa
W elewację obiektu wmurowana jest, odsłonięta 23 lutego 1984, tablica pamiątkowa z napisem: W hołdzie sanitariuszom, lekarzom, farmaceutom – żołnierzom wszystkich frontów, uczestnikom ruchu oporu, studentom i wykładowcom tajnego nauczania, więźniom obozów koncentracyjnych, poległym i pomordowanym w latach 1939–1945 przez najeźdźców w walce o wolność i niepodległość Ojczyzny oraz o życie, zdrowie i godność człowieka. Inicjatorem jej posadowienia był prof. Edmund Chróścielewski.